# James Hill (musicien canadien)
Pour les articles homonymes, voir James Hill et Hill.
James Hill, né le 3 septembre 1980 à Langley, Colombie-Britannique (Canada) est un musicien canadien virtuose de ukulélé.

## Discographie
- A flying leap 2006
- Fantasy for Ukulele 2005
- On the Other Hand 2003
- Playing it like it isn't 2002